# Campeonato Carioca de Futebol de 2001
O Campeonato Carioca de Futebol de 2001 foi a 104.ª edição do torneio. O Flamengo conquistou o tricampeonato estadual ao vencer o Vasco da Gama em duas partidas na final. Na primeira partida, o Vasco havia vencido por 2 a 1, mas na segunda partida, o Flamengo conseguiu vencer por 3 a 1, com o gol de falta do meia sérvio Petković, quando estava próximo ao término da partida. Por ter sido a equipe com o pior desempenho durante o campeonato, a Cabofriense foi a equipe rebaixada a Módulo Extra (Segunda Divisão) de 2002.